# هستون بلومنتال
هستون مارک بلومنتال (انگلیسی: Heston Marc Blumenthal؛ ‏‎/ˈbluːməntɔːl/‎؛ زادهٔ ۲۷ مهٔ ۱۹۶۶) سرآشپز، منتقد غذا و رستوران و مؤلف اهل بریتانیا است. بلومنتال یک آشپز پیشگام در پخت‌وپز چند حسی، هماهنگ کردن طعم‌ها در غذا و پوشینه‌دار طعم است. او با دستور العمل‌های غیر معمول مانند «بستنی بیکن و تخم مرغ» و «هلیم حلزون» مورد توجه عموم قرار گرفت. دستور غذایی او برای نحوهٔ تهیهٔ «چیپس سه‌گانه» و «تخم مرغ‌های اسکاتلندی با میانهٔ نرم» به‌طور گسترده تقلید شده‌است. او رویکردی علمی به آشپزی داشته و به همین دلیل از دانشگاه‌های ریدینگ، بریستول و لندن مدرک افتخاری دریافت کرده و عضو افتخاری انجمن سلطنتی شیمی شده‌است.
او تا کنون برندهٔ جوایز گوناگونی شده‌است و سرآشپزی بود که جهت ارائه غذای پیک نیک برای شرکت کنندگان در جشن جوبیلی الماسی الیزابت دوم انتخاب شد.